# Schimon Garidi

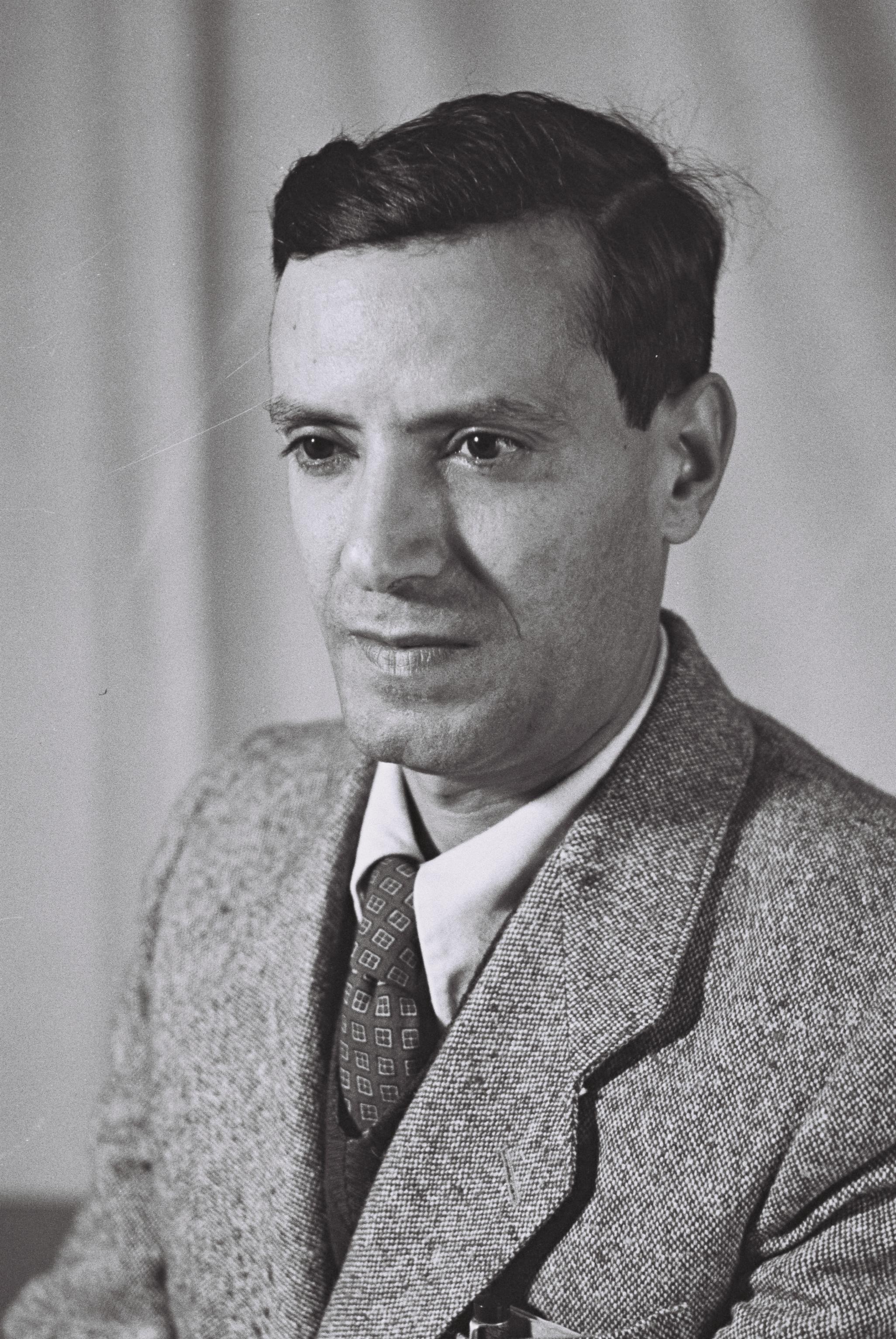
Schimon Garidi

Schim’on Garidi (שמעון גרידי; * 1. Dezember 1912 in Dhamar; † 16. Januar 2003) war ein israelischer Politiker und Mitglied der Knesset für die Hitachdut HaTeimanim beJisra’el von 1951 bis 1955.

## Leben
Er wanderte im Jahre 1920 nach Palästina ein, wo er an der Hochschule in Tel Aviv und an der Hebräischen Universität Jerusalem studierte. Von 1932 bis 1944 war er als Hebräischlehrer tätig. Bei der israelischen Parlamentswahl 1951 wurde Schimʿon Garidi an die Spitze der Wahlliste gestellt und wurde Abgeordneter. Begraben wurde er auf dem Friedhof Nachalat Jizchaq in Givʿatajim.